# Bareta
Bareta (o Baretta) è una città dell'India di 14.882 abitanti, situata nel distretto di Mansa, nello stato federato del Punjab. In base al numero di abitanti la città rientra nella classe IV (da 10.000 a 19.999 persone).

## Geografia fisica
La città è situata a 29° 52' 26 N e 75° 41' 05 E.

## Società

### Evoluzione demografica
Al censimento del 2001 la popolazione di Bareta assommava a 14.882 persone, delle quali 7.900 maschi e 6.982 femmine. I bambini di età inferiore o uguale ai sei anni assommavano a 2.110, dei quali 1.192 maschi e 918 femmine. Infine, coloro che erano in grado di saper almeno leggere e scrivere erano 8.344, dei quali 4.885 maschi e 3.459 femmine.